# Kevin Maginot
Kevin Maginot (* 25. Juli 1994 in Mannheim) ist ein deutscher Eishockeyspieler, der seit Juli 2025 bei der Düsseldorfer EG aus der DEL2 unter Vertrag steht und dort auf der Position des Verteidigers spielt. Zuvor war Maginot unter anderem für die Adler Mannheim, den ERC Ingolstadt und Löwen Frankfurt in der Deutschen Eishockey Liga (DEL) aktiv.

## Karriere
Maginot stammt aus der Jugendabteilung des Mannheimer ERC. Sein Großvater Hans Schneiders war in den 1950er- und 1960er-Jahren Spieler beim MERC, wurde später im Nachwuchsbereich tätig und war leidenschaftlicher Archivar der Mannheimer Eishockeygeschichte. In der Saison 2014/15 wurde Maginot an den Zweitligisten Heilbronner Falken ausgeliehen und wechselte vom Sturm in die Verteidigung. In der Saison 2015/16 gab er sein Debüt für die Adler Mannheim in der DEL, allerdings blieb es in diesem Spieljahr bei einem Einsatz. Maginot trug aber – mit einer Förderlizenz ausgestattet – als Stammspieler bei den Kassel Huskies zum Gewinn des Meistertitels 2016 in der DEL2 bei. Bis 2018 stand er bei den Adlern unter Vertrag, spielte aber weiterhin hauptsächlich bei den Kassel Huskies.
In der Saison 2018/19 stand er bei den Löwen Frankfurt unter Vertrag, ehe er im Juni 2019 zu den Heilbronner Falken zurückkehrte. Zur Saison 2021/22 wechselte Maginot erneut zu den Löwen Frankfurt und gewann mit ihnen die Meisterschaft der DEL2. Nach der Saison 2022/23, in der sich die Frankfurter einen Platz in der Vorqualifikation für die Playoffs sicherten, wurde der Vertrag des Verteidigers nicht verlängert. Er wechselte daraufhin im Juni 2023 zum Vizemeister ERC Ingolstadt, wo er die Spielzeit 2023/24 verbrachte. Im Juni 2024 wurde der bestehende Vertrag jedoch aufgelöst und Maginot kehrte abermals nach Frankfurt zurück. Auf die Saison 2025/26 hin schloss sich der Abwehrspieler der in die DEL2 abgestiegenen Düsseldorfer EG an.

## Erfolge und Auszeichnungen
- 2013 Meister der DNL mit den Jungadler Mannheim
- 2014 Meister der DNL mit den Jungadler Mannheim
- 2016 Meister der DEL2 mit den Kassel Huskies
- 2022 Meister der DEL2 und Aufstieg in die DEL mit den Löwen Frankfurt

## Karrierestatistik
Stand: Ende der Saison 2024/25
(Legende zur Spielerstatistik: Sp oder GP = absolvierte Spiele; T oder G = erzielte Tore; V oder A = erzielte Assists; Pkt oder Pts = erzielte Scorerpunkte; SM oder PIM = erhaltene Strafminuten; +/− = Plus/Minus-Bilanz; PP = erzielte Überzahltore; SH = erzielte Unterzahltore; GW = erzielte Siegtore; 1 Play-downs/Relegation; Kursiv: Statistik nicht vollständig)